# Даугавпилс
Даугавпилс или Двинск (лет. Daugavpils, рус. Двинск, Борисогљебск, пољ. Dźwinów) други је по величини град у Летонији, на крајњем југоистоку државе. Град чини самосталну градску општину у Летонији, око које се налази и сеоска општина Даугавпилс. Даугавпилс је и историјско средиште историјске покрајине Латгалије.

## Порекло назива
На летонском језику назив Даугавпилс у преводу значи „Град на Даугави“ (Даугава = Западна Двина, река на којој се град налази). И сви остали називи града (немачки, руски, пољски) везани су за име реке.

## Географија
Град Даугавпилс смештен је на крајњем југоистоку Летоније, близу државне тромеђе са Белорусијом (33 km) и Литванијом (25 km). Од главног града Риге град је удаљен 230 км југоисточно.
Рељеф: Даугавпилс се налази у историјској покрајини Латгалији. Град се налази у равничарском подручју, на приближно 94 метра надморске висине.
Клима: У Даугавпилсу влада континентална клима.
Воде: Град Даугавпилс развио се око реке Даугаве, којој дугује име (у преводу „град на Даугави"). Река дели град на већи, северни и мањи, јужни део. Град је окружен са више мањих језера ледничког порекла.

## Историја
Подручје Даугавпилса било је насељено још у време праисторије. Данашње насеље под немачким називом Дунабург основали су немачки витезови тевтонци 1275. године. 1561. године град је прикључен Државној заједници Пољске и Литваније. 1667. године град заузима Руско царство и мења назив у Борисогљебк.
У 19. веку град доживљава привредни процврат, чему је допринело и бројно јеврејско становништво (44% 1897. године).
Град у 20. век ушао са 70 хиљада становника. 1920. године он је прикључен новооснованој Летонији. 1940. године прикључен је СССР-у, али је ускоро пао у руке Трећег рајха (1941-44.). После рата град је био у саставу Летонске ССР, да би се поновним успостављањем летонске независности 1991. године нашао у границама Летоније.

## Становништво
| Година       |
| Становништво |
| ------------ |

Последњих деценија број страновника у Даугавпилсу опада због пограничног карактера града (како у држави тако и у Европској унији), великог удела нелетонског становништва и лоше градске привреде.
Етнички састав: Током 20. века градско становништво из корена је промењено - Немци и Јевреји су нестали, Пољаци су изгублили некадашњи значај, а број Летонаца и Руса је значајно нарастао. Словенско становништво чини више од 80% становништва града, по чему је Даугавпилс први у Летонији. Матични Летонци чине свега шестину становништва. Национални састав је следећи:
- Руси: 53,96% (58.414 ст.)
- Летонци: 17,3% (18.725 ст.)
- Пољаци: 14,9% (16.126 ст.)
- Белоруси: 8,22% (8.897 ст.)
- Украјинци: 2,23% (2.417 ст.)
- Литванци: 0,96% (1.041 ст.)
- Јевреји: 0,45% (492 ст.)
- остали: 1,96% (2.148 ст.)

## Градске знаменитости
Даугавпилс поседује старо градско језгро са великим бројем старих здања и цркава различитих вероисповести (православне, католичке, протестанске).

## Партнерски градови
- Рамла
- Радом
- Санкт Петербург
- Ферара
- Батуми
- Харков
- Паневежис
- Хадерслев
- Наро-Фоминск
- Мотала
- Витепск
- Central Administrative Okrug
- Харбин
- Бабрујск
- Алаверди
- Браслав
- Балци
- Лида
- Магдебург
- Псков
- Panevėžys City Municipality

## Галерија
- Борисогљебски сабор Руске православне цркве
- Православна старообредничка Црква рођења пресвете Богородице
- Римокатоличка Црква св. Петра
- Градска лутеранска црква
- Народна банка
- Балтичка академија
- Градска железничка станица
- Универзитет у Даугавпилсу